# 2012年日本グランプリ (4輪)
2012年日本グランプリは、2012年のF1世界選手権第15戦として、2012年10月7日に鈴鹿サーキットで行われた。正式名称はFIA FORMULA 1 WORLD CHAMPIONSHIP JAPANESE GRAND PRIX SUZUKA 2012。

## 概要
鈴鹿サーキット開場50周年を迎えてのF1グランプリレースで、鈴鹿での開催は24回目。2013年も鈴鹿サーキットでF1日本グランプリが開催される予定である。
シンガポールGP終了時点で、ドライバーズチャンピオン争いはスクーデリア・フェラーリのフェルナンド・アロンソが194ポイントでトップ。29ポイント差で追いかけるセバスチャン・ベッテル（レッドブル・レーシング）が2年ぶりの鈴鹿制覇を目指す。
シンガポールGP後には来期のドライバー変更に関する発表が続いた。9月28日にマクラーレンのルイス・ハミルトンがメルセデスへの移籍を発表すると、マクラーレンは後任としてザウバーからセルジオ・ペレスを獲得した。ハミルトンの移籍でシートを失ったミハエル・シューマッハの去就が注目されたが、日本GPのフリー走行前日の10月4日、シューマッハ自身が2012年末をもってF1ドライバーを引退することを発表した。

## 予選

### 予選展開
トップ10グリッドを決める予選Q3では、フリー走行3回目の結果と同じく、レッドブル勢のベッテルとマーク・ウェバーが1・2番手のタイムを記録した。ベッテルは日本GPが鈴鹿で再開された2009年以来4年連続のポールポジションを獲得。レッドブルのフロントロー独占は2011年の最終戦ブラジルGP以来となった。2戦連続ポールポジションを獲得していたハミルトンはセッティング変更が裏目に出て9位に終わった。
3位のジェンソン・バトン（マクラーレン）と10位のニコ・ヒュルケンベルグ（フォース・インディア）はともにギアボックス交換のペナルティを受け、バトンは8番グリッド、ヒュルケンベルグは15番グリッドに降格した。バトンの降格により、4位の小林可夢偉（ザウバー）が日本GPにおいて日本人選手最高となる3番グリッドからスタートすることになった。

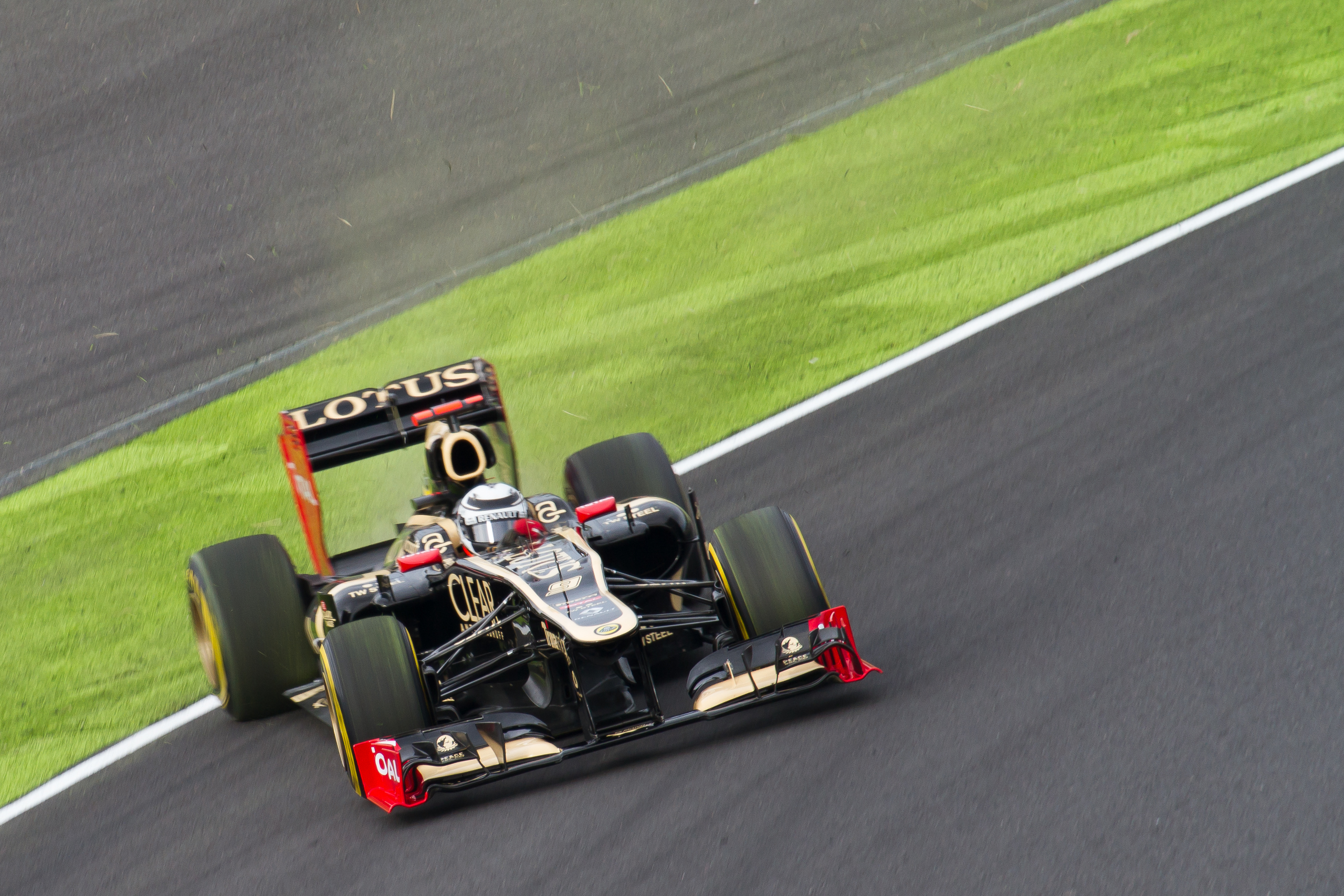
スプーンカーブでスピンしたライコネン（予選Q3）

鈴鹿サーキットの西コースが再舗装された結果、デグナーカーブでコースアウトするマシンが見られなくなった反面、スプーンカーブで挙動を乱すケースが目立った。フリー走行ではシューマッハやポール・ディ・レスタ（フォース・インディア）がマシンを壊し、予選Q3ではキミ・ライコネン（ロータス）がスピンした。ライコネンのスピンでは黄旗が提示され、ラストアタック中のアロンソやハミルトンが影響を受けた。小林はこの周にベストラップを記録したため審議対象となったが、黄旗区間で減速を行ったとしてタイムが認められた。
ベッテルはシケインでアロンソの走行ラインを妨げたとして、予選後にスチュワードから呼び出されたが、戒告処分に留まり、ポールポジション剥奪はまぬがれた。

### 予選結果
| 順位                                | No. | ドライバー                 | コンストラクター                | Q1       | Q2       | Q3       | Grid |
| ----------------------------------- | --- | -------------------------- | ------------------------------- | -------- | -------- | -------- | ---- |
| 1                                   | 1   | セバスチャン・ベッテル     | レッドブル-ルノー               | 1'32.608 | 1'31.501 | 1'30.839 | 1    |
| 2                                   | 2   | マーク・ウェバー           | レッドブル-ルノー               | 1'32.951 | 1'31.950 | 1'31.090 | 2    |
| 3                                   | 14  | 小林可夢偉                 | ザウバー-フェラーリ             | 1'32.042 | 1'31.886 | 1'31.700 | 3    |
| 4                                   | 10  | ロマン・グロージャン       | ロータス-ルノー                 | 1'32.029 | 1'31.998 | 1'31.898 | 4    |
| 5                                   | 15  | セルジオ・ペレス           | ザウバー-フェラーリ             | 1'32.147 | 1'32.169 | 1'32.022 | 5    |
| 6                                   | 5   | フェルナンド・アロンソ     | フェラーリ                      | 1'32.459 | 1'31.833 | 1'32.114 | 6    |
| 7                                   | 9   | キミ・ライコネン           | ロータス-ルノー                 | 1'32.221 | 1'31.826 | 1'32.208 | 7    |
| 8                                   | 3   | ジェンソン・バトン         | マクラーレン-メルセデス         | 1'33.077 | 1'31.772 | 1'31.290 | 81   |
| 9                                   | 4   | ルイス・ハミルトン         | マクラーレン-メルセデス         | 1'33.061 | 1'32.121 | 1'32.327 | 9    |
| 10                                  | 6   | フェリペ・マッサ           | フェラーリ                      | 1'32.946 | 1'32.293 |          | 10   |
| 11                                  | 11  | ポール・ディ・レスタ       | フォース・インディア-メルセデス | 1'32.898 | 1'32.327 |          | 11   |
| 12                                  | 18  | パストール・マルドナド     | ウィリアムズ-ルノー             | 1'32.834 | 1'32.512 |          | 12   |
| 13                                  | 8   | ニコ・ロズベルグ           | メルセデス                      | 1'33.015 | 1'32.625 |          | 13   |
| 14                                  | 16  | ダニエル・リチャルド       | トロ・ロッソ-フェラーリ         | 1'33.059 | 1'32.954 |          | 14   |
| 15                                  | 12  | ニコ・ヒュルケンベルグ     | フォース・インディア-メルセデス | 1'32.828 | 1'32.272 | no time  | 151  |
| 16                                  | 19  | ブルーノ・セナ             | ウィリアムズ-ルノー             | 1'33.405 |          |          | 16   |
| 17                                  | 20  | ヘイキ・コバライネン       | ケータハム-ルノー               | 1'34.657 |          |          | 17   |
| 18                                  | 24  | ティモ・グロック           | マルシャ-コスワース             | 1'35.213 |          |          | 18   |
| 19                                  | 17  | ジャン＝エリック・ベルニュ | トロ・ロッソ-フェラーリ         | 1'33.370 | 1'33.368 |          | 193  |
| 20                                  | 22  | ペドロ・デ・ラ・ロサ       | HRT-コスワース                  | 1'35.385 |          |          | 20   |
| 21                                  | 25  | シャルル・ピック           | マルシャ-コスワース             | 1'35.429 |          |          | 21   |
| 22                                  | 21  | ビタリー・ペトロフ         | ケータハム-ルノー               | 1'35.432 |          |          | 22   |
| 23                                  | 7   | ミハエル・シューマッハ     | メルセデス                      | 1'33.349 | 1'32.469 |          | 232  |
| 24                                  | 23  | ナレイン・カーティケヤン   | HRT-コスワース                  | 1'36.734 |          |          | 24   |
| Q1通過タイム: 1'38.471 (107%ルール) |     |                            |                                 |          |          |          |      |
| ソース:                             |     |                            |                                 |          |          |          |      |

追記:
- ^1バトンとヒュルケンベルグはギアボックス交換により5グリッド降格のペナルティ。
- ^2シューマッハは前戦シンガポールGPで事故の原因を作ったとして10グリッド降格のペナルティ。
- ^3ベルニュは予選1回目でセナの走行を妨害したとして3グリッド降格のペナルティ。

## 決勝

### 決勝展開

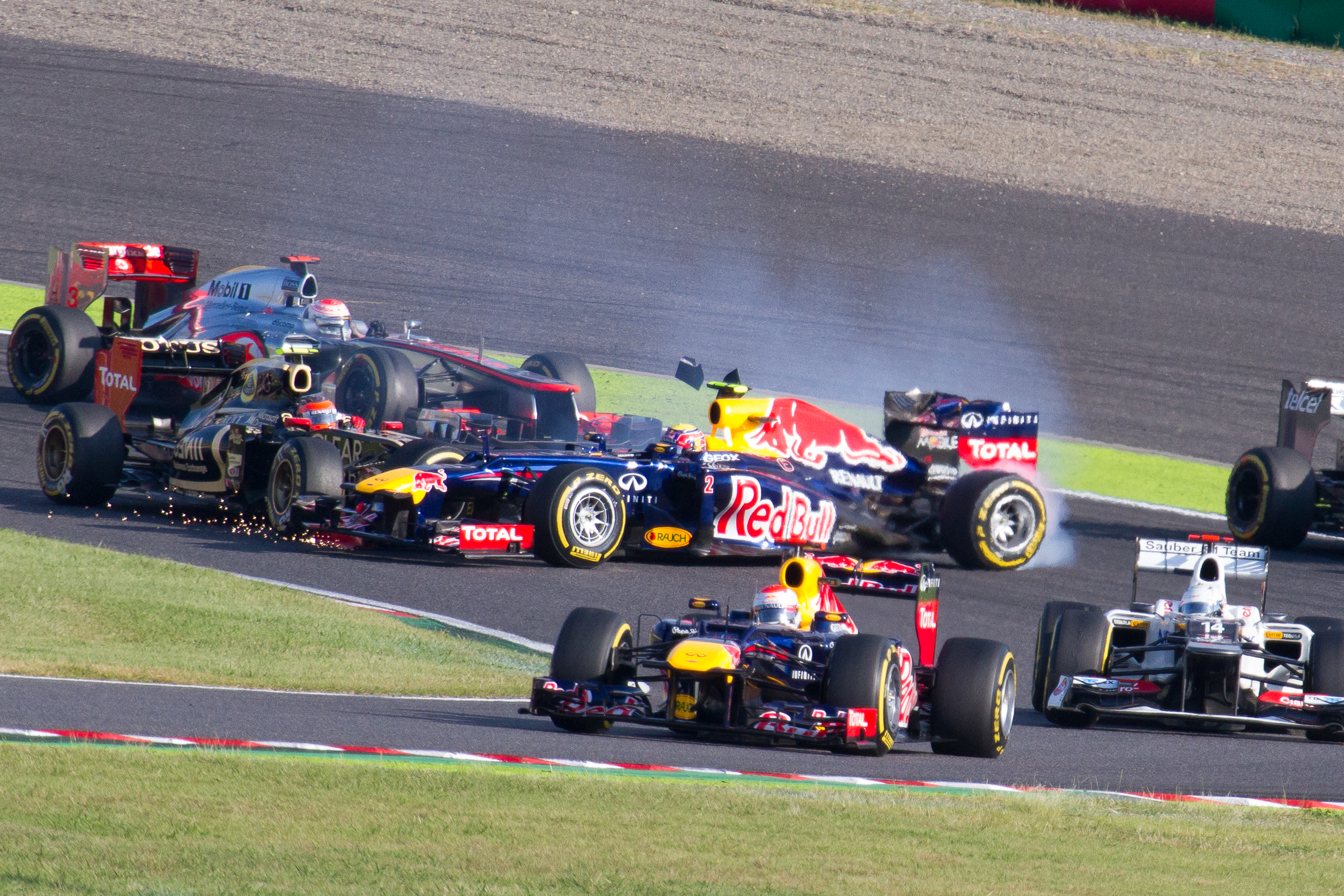
スタート直後の2コーナーで接触したウェバーとグロージャン。

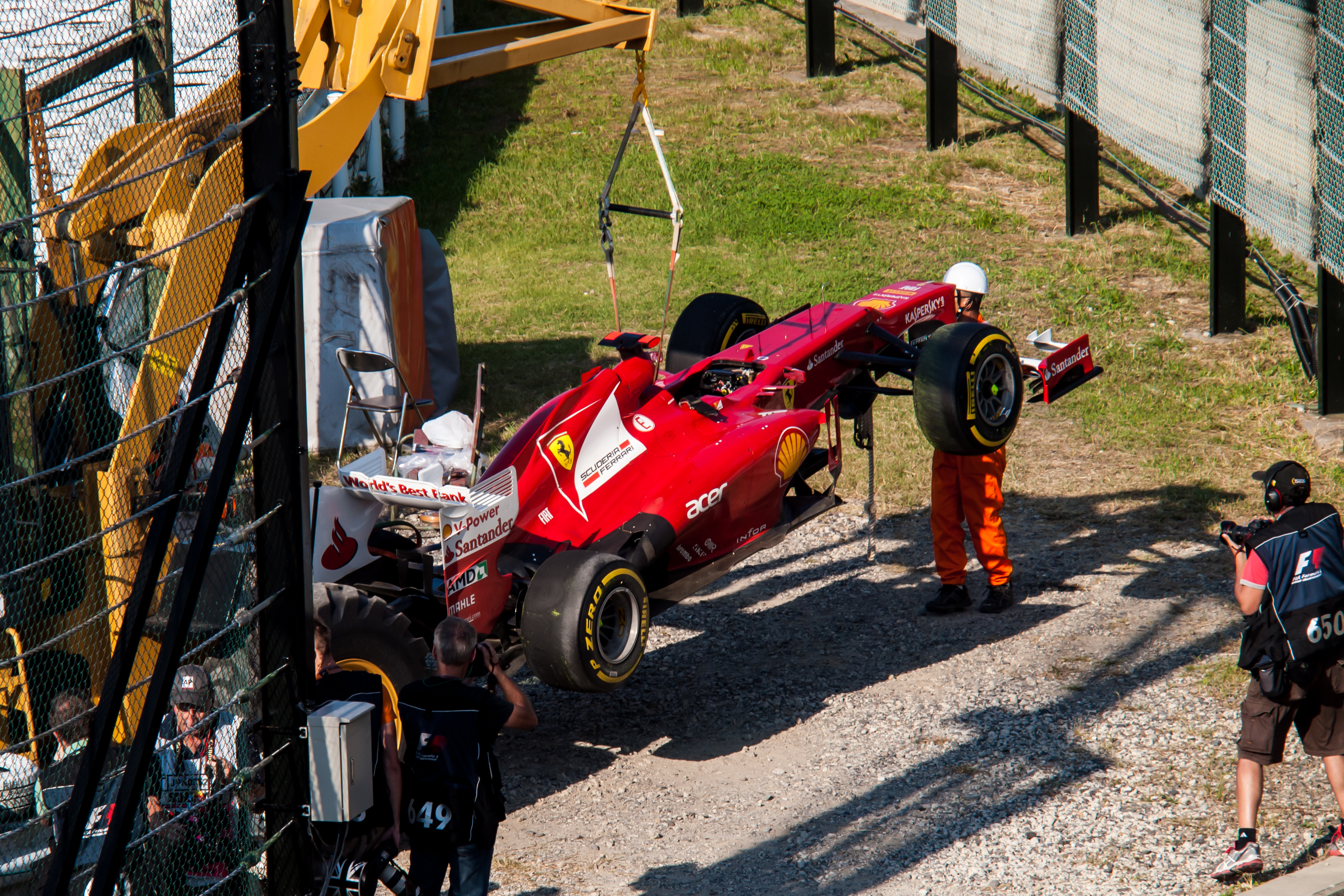
リタイアしたアロンソのマシン

決勝日も快晴のドライコンディションとなった。気温は23℃、路面温度32℃、湿度52%、風は西ストレート追い風で7m/s。タイヤに厳しいコース特性から、ピットインは2回が予想された。
ポールポジションのベッテルが好スタートを切る一方、2番グリッドのウェバーは出遅れ、小林が2位にポジションを上げて1コーナーに侵入した。後方ではアロンソがアウトに寄せた際、行き場を無くしたライコネンのマシンのフロントウィングと接触。右リアタイヤがパンクし、アロンソは1コーナーでスピンしてリタイアした。2コーナーではペレスと順位を争っていたグロージャンが目測を誤り、ウェバーのマシンに追突。ウェバーはスピンして最後尾に落ち、後方にいたロズベルグもセナに追突されリタイアした。のちにグロージャンには10秒ストップアンドゴー、セナにはドライブスルーのペナルティが課された。1・2コーナー付近のアクシデントの処理のため、直ちにセーフティカーが導入された。
3周目のレース再開時点で、上位はベッテル、小林、バトン、マッサ、ライコネン、ハミルトン、ペレス、ヒュルケンベルグ、マルドナド、リチャルドの順となる。先頭のベッテルはハイペースで後続を引き離し、小林とバトンが2秒ほどの差で2位を争う。6周目、ヘアピンでペレスがハミルトンのインを差し6位に浮上した。
14周目、3位のバトンがピットインしてニュータイヤに交換すると、小林もこれに反応して翌周ピットインし、バトンの前でコースに復帰した。両者ともピットインを行っていないリチャルドの後ろでペースが上がらず、18周目にピットインしたマッサがポジションを2つ上げて2位に浮上した。
ピットストップの間にハミルトンに再び先行されたペレスは、19周目、ヘアピンでアウト側からハミルトンを抜こうとしたが、スピンしてグラベルにはまりリタイアした。ベッテルと2位マッサは互いにファステストラップを更新しながら、10秒ほどの間隔で走行する。マッサから3秒差で小林が続き、4位バトンは無線でギアボックスの不調を訴えた。
レース中盤にはマクラーレン勢のペースが上がり、4位バトンは小林、6位ハミルトンはライコネンとの差を詰めた。30周目ライコネン、32周目小林とハミルトン、37周目にバトンが2回目のピットインを行い、ハミルトンはピットアウト後の1コーナーでライコネンを抑えて5位にポジションを上げた。2回目のタイヤ交換後はベッテル、マッサ、小林、バトン、ハミルトン、ライコネン、ヒュルケンベルグ、マルドナド、ウェバー、リチャルドの順となり、23番手スタートのシューマッハは11位まで挽回した。
レース終盤はバトンが小林との差をじわじわと縮め、3位争いが白熱する。バトンより5周早くタイヤ交換した小林はタイヤが苦しくなり、DRS圏内の1秒差まで追い詰められるが、ミスを犯すことなくオーバーテイクの機会を与えなかった。

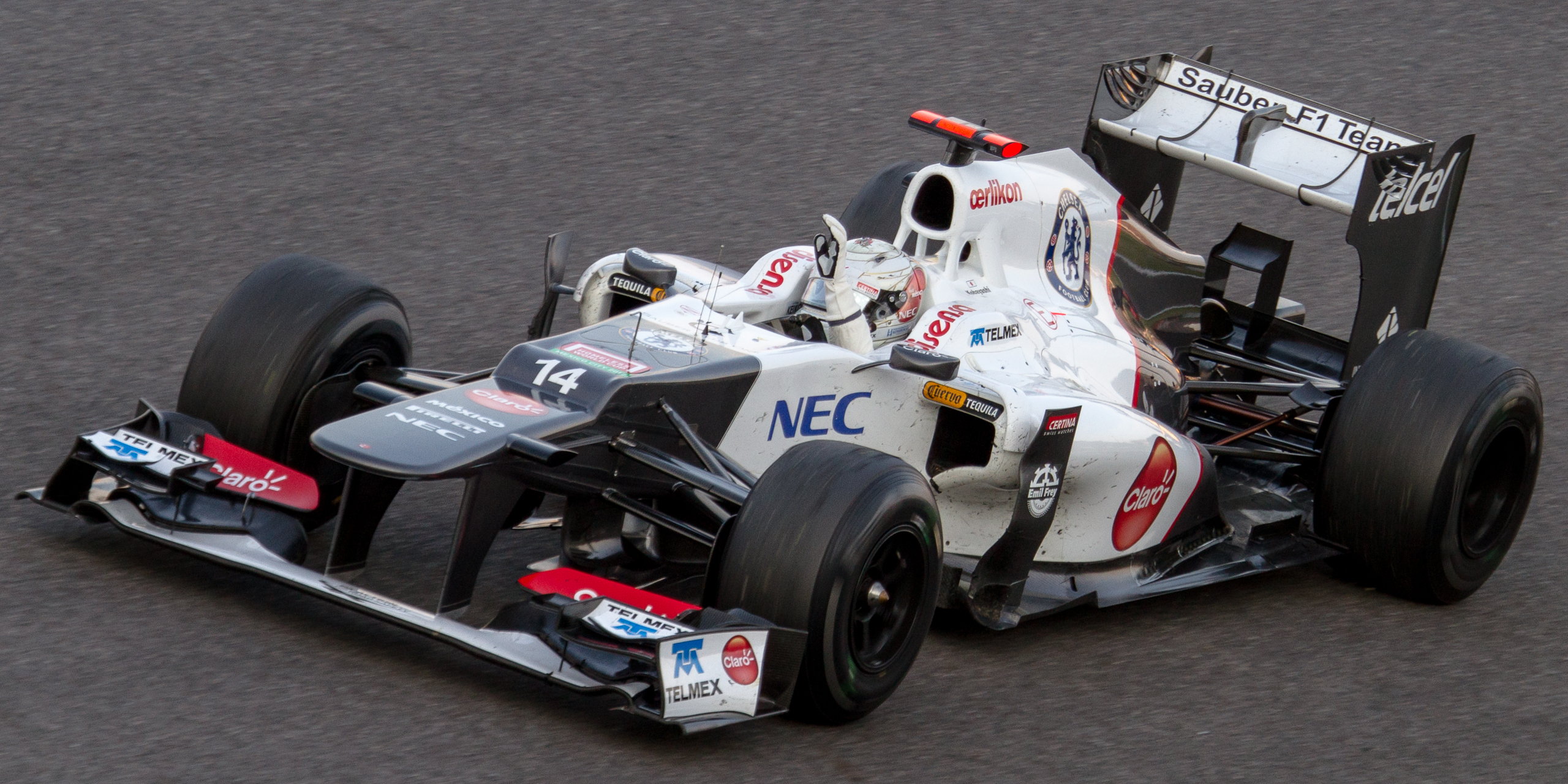
3位初表彰台を獲得した小林

ベッテルは残り2周でこのレースのファステストラップを記録し、マッサを20秒引き離してトップチェッカーを受けた。ベッテルは優勝、ポールポジション、ファステストラップのハットトリックに加えて全周回1位で昨年のインドGP以来自身2度目となるグランドスラムを達成。日本GPでは2009年・2010年に続く3勝目となり、ポイントリーダーのアロンソが無得点に終わったため、ポイント差を一気に4点差にまで縮めた。
2位マッサは今季初表彰台で、フェラーリのシート残留へ結果を残した。
小林はバトンを抑えて3位を守り抜き、地元グランプリで自身初のF1表彰台を獲得した。日本人の表彰台獲得は1990年日本GPの鈴木亜久里、2004年アメリカGPの佐藤琢磨に続く3人目となった。表彰式の前には満員のグランドスタンドから「可夢偉コール」が発生し、小林は英語と日本語でファンの応援に対する感謝を述べた。

### 決勝結果
| 順位    | No. | ドライバー                 | コンストラクター                | 周回数 | タイム/リタイア | Grid | Pts. |
| ------- | --- | -------------------------- | ------------------------------- | ------ | --------------- | ---- | ---- |
| 1       | 1   | セバスチャン・ベッテル     | レッドブル-ルノー               | 53     | 1:28'56.242     | 1    | 25   |
| 2       | 6   | フェリペ・マッサ           | フェラーリ                      | 53     | +20.639         | 10   | 18   |
| 3       | 14  | 小林可夢偉                 | ザウバー-フェラーリ             | 53     | +24.538         | 3    | 15   |
| 4       | 3   | ジェンソン・バトン         | マクラーレン-メルセデス         | 53     | +25.098         | 8    | 12   |
| 5       | 4   | ルイス・ハミルトン         | マクラーレン-メルセデス         | 53     | +46.490         | 9    | 10   |
| 6       | 9   | キミ・ライコネン           | ロータス-ルノー                 | 53     | +50.424         | 7    | 8    |
| 7       | 12  | ニコ・ヒュルケンベルグ     | フォース・インディア-メルセデス | 53     | +51.159         | 15   | 6    |
| 8       | 18  | パストール・マルドナド     | ウィリアムズ-ルノー             | 53     | +52.364         | 12   | 4    |
| 9       | 2   | マーク・ウェバー           | レッドブル-ルノー               | 53     | +54.675         | 2    | 2    |
| 10      | 16  | ダニエル・リチャルド       | トロ・ロッソ-フェラーリ         | 53     | +1'06.919       | 14   | 1    |
| 11      | 7   | ミハエル・シューマッハ     | メルセデス                      | 53     | +1'07.769       | 23   |      |
| 12      | 11  | ポール・ディ・レスタ       | フォース・インディア-メルセデス | 53     | +1'23.460       | 11   |      |
| 13      | 17  | ジャン＝エリック・ベルニュ | トロ・ロッソ-フェラーリ         | 53     | +1'28.645       | 19   |      |
| 14      | 19  | ブルーノ・セナ             | ウィリアムズ-ルノー             | 52     | +1'28.709       | 16   |      |
| 15      | 20  | ヘイキ・コバライネン       | ケータハム-ルノー               | 52     | +1 Lap          | 17   |      |
| 16      | 24  | ティモ・グロック           | マルシャ-コスワース             | 52     | +1 Lap          | 18   |      |
| 17      | 21  | ビタリー・ペトロフ         | ケータハム-ルノー               | 52     | +1 Lap          | 22   |      |
| 18      | 22  | ペドロ・デ・ラ・ロサ       | HRT-コスワース                  | 52     | +1 Lap          | 20   |      |
| 19      | 10  | ロマン・グロージャン       | ロータス-ルノー                 | 51     | リタイア        | 4    |      |
| Ret     | 25  | シャルル・ピック           | マルシャ-コスワース             | 37     | エンジン        | 21   |      |
| Ret     | 23  | ナレイン・カーティケヤン   | HRT-コスワース                  | 32     | リタイア        | 24   |      |
| Ret     | 15  | セルジオ・ペレス           | ザウバー-フェラーリ             | 18     | スピン          | 5    |      |
| Ret     | 5   | フェルナンド・アロンソ     | フェラーリ                      | 0      | アクシデント    | 6    |      |
| Ret     | 8   | ニコ・ロズベルグ           | メルセデス                      | 0      | アクシデント    | 13   |      |
| ソース: |     |                            |                                 |        |                 |      |      |

## 第15戦終了時点でのランキング
| 順位 | ドライバー             | ポイント |
| ---- | ---------------------- | -------- |
| 1    | フェルナンド・アロンソ | 194      |
| 2    | セバスチャン・ベッテル | 190      |
| 3    | キミ・ライコネン       | 157      |
| 4    | ルイス・ハミルトン     | 152      |
| 5    | マーク・ウェバー       | 134      |

| 順位 | コンストラクター         | ポイント |
| ---- | ------------------------ | -------- |
| 1    | レッドブル・ルノー       | 324      |
| 2    | マクラーレン・メルセデス | 283      |
| 3    | フェラーリ               | 263      |
| 4    | ロータス・ルノー         | 239      |
| 5    | メルセデス               | 136      |

- 注：ドライバー、コンストラクター共にトップ5のみ表示。

## レース後
- レースウィーク3日間の観客動員数は前年を9,000人上回る208,000人を記録した（金曜41,000人、土曜63,000人、日曜103,000人）[11]。
- ベルギーGPの多重接触事故の罰として2戦前のイタリアGPを出場停止となったグロージャンは、このレースでもスタート直後に接触事故を起こした。とばっちりを受けたウェバーはレース後ロータスチームを訪れ、グロージャンに直接抗議した。テレビインタビューではグロージャンのことを"first-lap nutcase[12]"（1周目の狂った奴[13]）と表現した。